# The Oubliette
Pour plus de détails, voir Fiche technique et Distribution.
The Oubliette est un film muet américain réalisé par Charles Giblyn, sorti en 1914.

## Fiche technique
- Réalisation : Charles Giblyn
- Date de sortie : États-Unis : 15 août 1914
- Licence : domaine public

## Distribution
- Murdock MacQuarrie : François Villon
- Pauline Bush : Philippa de Annonay
- Lon Chaney : Chevalier Bertrand de la Payne
- Doc Crane : le roi Louis XI
- Chester Withey : Colin
- Millard K. Wilson : Philippe de Soissons
- Frank Lanning : Oliver Le Dain

## Autour du film
The Oubliette est la première partie d'une série en 4 films : The Adventures of François Villon (en), réalisée en 1914, comprenant également The Higher Law, Monsieur Bluebeard, et Ninety Black Boxes.